# Tsuyoshi Yamaguchi (Curler)
Tsuyoshi Yamaguchi (jap. 山口 剛史, Yamaguchi Tsuyoshi; * 21. November 1984 in Minamifurano, Hokkaidō) ist ein japanischer Curler. Er spielt als Second im Team von Yūsuke Morozumi.

## Karriere
Yamaguchi begann seine internationale Karriere bei der Juniorenpazifikmeisterschaft 2005 als Third im Team von Yukihiro Murakami; die Mannschaft gewann die Silbermedaille. Im darauffolgenden Jahr spielte er erstmals mit Skip Yusuke Morozumi  und wurde wieder Zweiter.
2007 spielte er zum ersten Mal bei der Pazifikmeisterschaft. Als Second im Team von Yusuke Morozumi wurde er Vierter. Im darauffolgenden Jahr gewann er mit der Silbermedaille seine erste Medaille bei diesem Wettbewerb. Es folgten fünf weitere Silbermedaillen (2009, 2012, 2013, 2014 und 2015), bevor er bei der Pazifik-Asienmeisterschaft 2016 mit Yusuke Morozumi die erste Goldmedaille gewinnen konnte. 2017 kam er mit der japanischen Mannschaft auf den dritten Platz.
Seine erste Weltmeisterschaft spielte er 2009 im Team von Morozumi; die Japaner wurden Zehnter. Seit 2013 hat er in jedem Jahr an der Weltmeisterschaft teilgenommen; die beste Platzierung war ein vierter Platz 2016.
Yamaguchi vertrat mit Yūsuke Morozumi (Skip), Tetsurō Shimizu (Third), Kōsuke Morozumi (Lead) und Kōsuke Hirata (Alternate) Japan beim Wettbewerb der Herren bei den Olympischen Winterspielen 2018. Es war das erste Mal seit 20 Jahren, dass sich eine japanische Männer-Mannschaft für die Olympischen Spiele im Curling qualifizieren konnte. In Pyeongchang kam er mit seinen Teamkollegen nach vier Siegen und fünf Niederlagen in der Round Robin auf den achten Platz.